# Ваља Леурзиј (Дамбовица)
Ваља Леурзиј (рум. Valea Leurzii) насеље је у Румунији у округу Дамбовица у општини Бучумени. Oпштина се налази на надморској висини од 580 m.

## Становништво
Према подацима из 2002. године у насељу је живело 1357 становника, од којих су сви румунске националности.